# Alanen (sjö i Karstula, Mellersta Finland)
Alanen är en sjö i kommunen Karstula i landskapet Mellersta Finland i Finland. Sjön ligger 194,1 meter över havet. Den är 5 meter djup. Arean är 68 hektar och strandlinjen är 6,88 kilometer lång. Sjön  ingår i Kymmene älvs huvudavrinningsområde.   Den ligger omkring 83 kilometer nordväst om Jyväskylä och omkring 290 kilometer norr om Helsingfors. 
I sjön finns ön Alasensaari. 